# 红柳沟镇
红柳沟镇，是中华人民共和国陕西省榆林市定边县下辖的一个乡镇级行政单位。

## 行政区划
红柳沟镇下辖以下地区：
红柳沟村、赵尔庄村、何梁村、板窑村、羊圈山村、杜家沟村、沙场村、黄沙窝村、赵圈梁村、肖沟村、王窑村、孟沙窝村、卜掌村、贺圈村、宪尔庄村、李窑村、水口峁村、张兴庄村、大巨滩村、沙涧村、黄尔庄村、高圈村和蔡圈村。